# Tia Ju
Jucélia Oliveira Freitas, conhecida como Tia Ju, (Conceição do Jacuípe, 19 de janeiro de 1968), é uma política brasileira, filiada ao Republicanos. Elegeu-se deputada estadual no Rio de Janeiro em 2014, 2018 e 2022.

## Biografia
É pedagoga com Docência em Educação Infantil e Bacharelado em Gestão Escolar. É também especialista em Publishing Management (Pós-Graduação em Gestão Editorial) pela FGV, e Pós Graduada em Direito da Criança e Adolescente, pela Escola do Ministério Público do Rio de Janeiro.
Em 2014 concorreu a deputada estadual pelo PRB e obteve uma expressiva votação, sendo eleita com 74.803 votos.
Em abril de 2015, em polêmica votação, foi uma das parlamentares a votar a favor da nomeação de Domingos Brazão para o Tribunal de Contas do Estado do Rio de Janeiro, nomeação esta muito criticada na época. Votou ainda a favor da privatização da CEDAE em fevereiro 2017. Em 17 de novembro de 2017, se ausentou da votação pela revogação da prisão dos deputados Jorge Picciani, Paulo Melo e Edson Albertassi, denunciados na Operação Cadeia Velha, acusados de integrar esquema criminoso que contava com a participação de agentes públicos dos poderes Executivo e do Legislativo, inclusive do Tribunal de Contas, e de grandes empresários da construção civil e do setor de transporte.
Em 2018, concorreu a reeleição, conquistando mais um mandato com 56.766 votos pelo mesmo partido. Em 2022, foi reeleita com 63.373 votos.
Em fevereiro de 2024, votou a favor da manutenção do mandato da deputada Lucinha, que havia sido afastada do cargo pelo Tribunal de Justiça do estado, acusada de possuir ligações com milicianos.

## Desempenho eleitoral
| Ano  | Eleição                     | Candidata a       | Partido      | Coligação | Votos  | %     | Resultado | Ref   |
| ---- | --------------------------- | ----------------- | ------------ | --------- | ------ | ----- | --------- | ----- |
| 2014 | Estaduais no Rio de Janeiro | Deputada estadual | Republicanos | —         | 74.803 | 1,04% | Eleita    | [ 2 ] |
| 2018 | Estaduais no Rio de Janeiro | Deputada estadual | Republicanos | —         | 56.766 | 0,82% | Eleita    | [ 2 ] |
| 2022 | Estaduais no Rio de Janeiro | Deputada estadual | Republicanos | —         | 63.373 | 0,73% | Eleita    | [ 6 ] |